# Virgilio Vangioni
Virgilio Fernando Vangioni Rodríguez fue un teólogo evangélico argentino.

## Biografía
Su padre, Fernando Vangioni, fue misionero evangélico de renombre en España y llegó a colaborar con Billy Graham, entre otros. Su madre Loida Rodríguez Martínez (Lugo, 1920 - Madrid, 2008) fue fundadora en 1964 de la Unión de Mujeres Evangélicas de España, y su presidenta durante 18 años. Sin duda forma parte de las mujeres evangélicas contemporáneas que, además de su reconocimiento público, son una referencia para la historia protestante, junto a Elfriede Fliedner, entre otras. Se casó con Ana María Huck de Vangioni.
Licenciado como Profesor de Teología y Biblia. Miembro de la Alianza Evangélica Española.
Ejerció el cargo de Secretario Ejecutivo de la Sociedad Bíblica Española entre los años 1973 y 1985; y de Director del Coro Evangélico de Marín hasta noviembre del año 2008, y también del Coro Evangélico Unido de la Comunidad de Madrid, del que es fundador. Debido a sus problemas de salud, en los últimos años de su vida comparte la dirección en Madrid con Alicia Miraz.
Ejerce la docencia en el Seminario Europeo de Formación Teológica y Evangelización (SEFOVAN) durante varios años.
Su relación con la Iglesia Evangélica de Marín se remonta a varias décadas atrás, cuando además de la batuta del coro de la congregación, asumió la dirección de diversos campamentos o colonias desarrolladas en Padriñán, (Sangenjo, Pontevedra), las instalaciones en la Isla de Ons (Bueu, Pontevedra), Aveiro y Sintra, ambos en Portugal.
Su trabajo con la asociación cristiana Evangelismo en Acción (EEA) le lleva a ser desde diciembre de 2003 traductor y locutor del programa de Trans World Radio que la EEA implantará en radios españolas a través de la red Formula Hit, bajo el nombre La Fuente de la Vida.
El autor de los programas en inglés es el teólogo y profesor Dr. Vernon McGee, bajo el título Thru the Bible (en Latinoamérica presentado como A través de la Biblia).
Dirige el coro en la primera celebración protestante televisada en España, el 23 de diciembre de 2005.
Debido a esta entrega y dedicación durante toda su vida, la iglesia le ofrece un homenaje el 11 de mayo de 2008.
En la conmemoración en Madrid del día de la Reforma (31 de octubre), recibe la medalla de oro del CEM (Consejo Evangélico de Madrid) como director de la agrupación coral de la capital de España.
Falleció en Madrid el 28 de noviembre de 2008 como consecuencia de la evolución de un tumor digestivo maligno que se desarrolló en su esófago.